# 남성중학교 (서울)
남성중학교(南城中學校)는 대한민국 서울특별시 동작구 사당동에 있는 공립 중학교이다.

## 학교 연혁
- 1982년 12월 9일 : 남성중학교 설립인가(공립)
- 1983년 3월 1일 : 초대 김광식 교장 취임
- 1983년 3월 4일 : 제1회 입학식
- 1986년 2월 13일 : 제1회 졸업식(남 627명, 여 628명)
- 2023년 2월 9일 : 제38회 졸업식(남 55명, 여 51명)
- 2023년 3월 1일 : 제15대 백남이 교장 취임
- 2023년 3월 2일 : 제41회 입학식(남 49명, 여 37명)

## 참고 자료
- 남성중학교 - 한국교육학술정보원 학교알리미